# 스타 트렉 온라인
《스타 트렉 온라인》(Star Trek Online)은 미국의 크립틱 스튜디오에서 개발, 2010년 2월 5일 출시한 MMORPG 게임이다. 이 게임은 진 로덴베리의 스타 트렉을 기반으로 하여 개발되었으며 시간대는 2409년(우주력 86088.58, 스타 트렉 10 - 네메시스로부터 30년 후)의 스타 트렉 우주를 배경으로 하고 있다.

## 설정
각각의 플레이어는 레벨 1로 시작하며 레벨 2부터 우주선을 지휘할 수 있다. 즉 레벨 2 이상의 플레이어는 각자의 우주선을 가지고 있다. 시간대는 우주력 86088.58, 즉 전쟁이 한창인 시간대인 2409년을 배경으로 하며, 처음 게임을 시작할 때 행성 연방(United Federation of Planets, 2161~)의 소위로 시작하며 레벨이 올라갈수록 함교에 임명할 수 있는 종족의 종류가 많아진다. 최고 레벨은 현재 60이며 60은 '원수'(Fleet Admiral)에 해당한다. 각각 선택할 수 있는 우주선의 종류도 다르다.
1. 레벨 1 : 소위(Ensign)
2. 레벨 2 ~ 9 : 대위(Lieutenant)
3. 레벨 10 ~ 19 : 소령(Lieutenant Commander)
4. 레벨 20 ~ 29 : 중령(Commander; 부함장)
5. 레벨 30 ~ 39 : 대령(Captain; 함장)
6. 레벨 40 ~ 44 : 준장(Rear Admiral Lower Half)
7. 레벨 45 ~ 49 : 소장(Rear Admiral Upper Half)
8. 레벨 50 : 중장(Vice Admiral)

다음은 함교에 임명할 수 있는 종족의 목록이다.
1. 연방 : 안도리안, 베이조, 벤자이트, 베타조이드, 볼리안, 인간, 사우리안, 트릴(미가입), 벌컨.
  1. 별도 구매 : 보그(독립체), 카이티안, 페렝기, 클링온, 텔러라이트, 트릴(가입).
  2. 미션 리워드 : 리먼, 브린, 젬하다.
2. 클링온 : 클링온, 고온, 레테안, 노시컨, 오리온.
  1. 별도 구매 : 보그(독립체), 트릴(가입).
  2. 미션 리워드 : 리먼, 브린, 젬하다.

이후 새로 추가된 등급은 다음과 같다.
1. 레벨 50~레벨 55 : 중장(Vice Admiral)
2. 레벨 55~레벨 60 : 대장(Admiral)
3. 레벨 60 : 원수(Fleet Admiral)

### 통화
스타 트렉 온라인에서는 여러 가지 통화가 있다.

#### 에너지 크레딧
에너지 크레딧은 스타 트렉 온라인에서의 가장 기본적인 통화로, 종종 EC로 불린다. 참고로 EC는 Energy Credit의 약자. 실버 플레이어(즉, 무료 플레이어)는 가능한 최고 보유량이 1000만 EC이며, 500젠(Zen)으로 최대 보유량을 10억 EC로 늘릴 수 있다. 한편, 구독을 결제한 골드 플레이어(즉, 유료 플레이어)는 자동으로 최고 보유 가능 용량이 10억 EC로 증가한다.

#### 다이리튬
중요한 통화로, 여러 미션에서 광석 형태의 보상으로 제공된다. 광석은 정제를 해야 하며, 정제된 다이리튬으로 여러 가지 아이템을 구입할 수 있다. 하루에 최대 8000개까지 정제 가능하며, 8000개를 모두 정제했다면 20시간 후 다시 정제가 가능하다. 광석 및 정제된 다이리튬의 최대 가능 보유량은 실버 플레이어든 골드 플레이어든 상관없이 최고 1000만 개이다.

#### 골드 프레스드 라티넘
골드 프레스드 라티넘은 주로 페렝기(Ferengi) 종족들이 쓰는 통화인데, 이 게임에 있는 미니게임인 '다보'(Dabo)라는 룰렛식 게임을 통해 얻을 수 있다. 게임 방식은, 다음과 같다.
1. 플레이어는 룰렛 슬롯을 최대 3개를 선택할 수 있다. 각 슬롯마다 최소 10~최대 100 EC를 배팅할 수 있다. 20초의 시간이 주어진다.
2. 게임 시작 10초 후 다보가 돌아간다.
3. 게임 시작 20초 후, 다보가 돌아가다가 멈추며, 멈추면 해당 슬롯의 모양, 색깔 및 문양 배치에 따라 일정 비율로 라티넘을 얻을 수 있다.

이렇게 얻은 라티넘은 의무 장교에게 임무를 시킬 때 쓰이거나, 아니면 홀로 이미터를 구입하는 데 쓸 수 있다. 참고로, 골드 프레스드 라티넘과 에너지 크레딧의 교환 비율은 대략 1 : 1.37 정도이다.

#### 젠
젠은 유료 화폐로, 해외 결제가 가능한 신용카드로 직접 결제하거나, 충분히 많은 양의 다이리튬을 모았다면 물물 교환으로 구입할 수 있다. 다이리튬 대 젠의 시세는 그때그때 변하므로 판단했을 때 가장 유리한 시기에 최대한 많이 구입하는 것이 좋다. 이렇게 모은 젠으로 여러 다양한 유료 아이템 및 고급 함선, 플릿 쉽 모듈 등을 구입할 수 있다.

#### 로비 크리스탈
로비 크리스탈은 게임에서 간간이 등장하는 록 박스를 마스터 키(마스터 키는 1개당 125젠에 구입할 수 있다. 또는 경매장에서 1개에 150만~250만 EC에 구입 가능.)로 열었을 때 최소 4개~최대 50개씩 얻을 수 있다. 이것으로 여러 다양한 고급 아이템을 구입할 수 있다.

#### 평판 마크
스타 트렉 온라인에는 50레벨, 즉 만렙 유저를 위한 평판 시스템이 있다. 평판 프로젝트를 수행하기 위해서는 평판 마크가 필요한데, 다양한 미션에서 일정량의 마크를 얻을 수 있다. 현재 얻을 수 있는 마크는, 다이슨 마크, 다이슨 코멘데이션, 누카라 마크, 로뮬런 마크, 오메가 마크 등이 있다. 물론 고급 아이템을 얻는 데도 상당량의 마크가 필요하다.

## 지상 모드와 우주 모드

### 지상 모드
지상 모드에서는 플레이어가 어웨이 팀(Away Team)을 이끌고 미션을 수행하거나 또는 플레이어가 다른 플레이어와 함께 팀으로 미션을 수행하는 경우가 있다. 플레이어는 지상 무기와 지상 아이템, 지상 스킬을 가지고 미션을 수행하며, 지상 무기는 다음과 같은 것들이 있다.
1. 물리적 대미지 공격 무기 : 클링온 배틀렛(Klingon Bat'leth), 노시컨 테골러 소드(Nausicaan Tegolar Sword), 팰치온 소드(Tsunkatse Falchion), 벌컨 리파(Vulcan Lirpa)
2. 압축 권총/2중 권총/스턴(충격) 권총/와이드 빔 권총 : 페이저(Phaser), 디스럽터(Disruptor) 등 총 6종류
3. 자동 소총/H.D. 빔 소총/스나이퍼(저격) 소총/스플릿 빔 소총 : 페이저(Phaser), 디스럽터(Disruptor) 등 총 6종류
4. 미니건/블래스트/펄스 웨이브 전투 소총 : 페이저(Phaser), 디스럽터(Disruptor) 등 총 6종류
5. 특별 무기
  1. CRM 200 : 이 무기는 냉각 빔(Cold Beam) 공격 무기이며 브린의 지식을 바탕으로 만들어 낸 무기이다.
  2. 1형 페이저 : 2265년경 개발된 연방의 무기이다.
  3. 2형 페이저 : 2266년경 개발된 연방의 무기이다.
  4. 3형 페이저 소총 : 2266년경 개발된 연방의 무기이다. 당시 전략 지상무기였다.
  5. 젬하다 폴라론 빔 권총(Jem'Hadar Polaron Beam Pistol) : 도미니언 전쟁 때 처음으로 사용된 젬하다의 지상 무기이다.
  6. 젬하다 폴라론 자동 소총(Jem'Hadar Polaron Full Auto Rifle) : 도미니언 전쟁 때 처음으로 사용된 젬하다의 지상 무기이다.
  7. 클링온 디스럽터 권총(Klingon Disruptor Pistol) : 2266년경 개발된 클링온의 무기이다.
  8. 과충전된 플라즈마 스나이퍼 소총(Overcharged Plasma Sniper Rifle)
  9. 로뮬런 디스럽터 스플릿 빔 소총(Romulan Disruptor Split Beam Rifle)
  10. 로뮬런 디스럽터 와이드 빔 권총(Romulan Disruptor Wide Beam Pistol)
  11. 싱크로닉 프로톤 디스토션 프로토타입 전투소총(Synchronic Proton Distortion Prototype Assault Rifle) : 현재 반양성자(Antiproton)와 양성자(Proton) 빔 공격이 가능한, 즉 서로 다른 2종류의 빔 공격이 가능한 유일한 무기이다.

물론, 지상 모드에서는 무기뿐만이 아니라 다양한 종류의 퍼스널 실드(Personal Shields)와 아머(보호갑; Armor)도 있다.
아머는 다음과 같이 총 6종류가 있다.
1. 에너지 댐프닝 아머(Energy Dampening Armor) : 에너지 무기에 대한 저항을 증가시킨다.
2. 피지컬 어규먼테이션 아머(Physical Augmentation Armor) : 물리적 대미지에 대한 저항과 에너지 무기에 대한 저항을 증가시킴과 동시에 물리적 대미지를 가하는 강도를 증가시킨다.
3. 폴리얼로이 위브 아머(Polyalloy Weave Armor) : 피지컬 어규먼테이션 아머와 똑같으나 물리적 대미지를 가하는 강도를 증가시키는 속성이 없다.
4. 리코일 컴펜세이팅 아머(Recoil Compensating Armor) : 폴리얼로이 위브 아머와 똑같으나 추가로 크리티컬 공격의 강도를 일정량 증가시킨다.
5. 인테그레이티드 타겟팅 아머(Integrated Targeting Armor) : 리코일 컴펜세이팅 아머와 달리 크리티컬 공격을 가할 확률을 증가시킨다.
6. 에너지 할리스 아머(Energy Harness Armor) : 인테그레이티드 타겟팅 아머와 달리 모든 에너지 무기 공격 강도를 증가시킨다.

퍼스널 실드는 실드 자체의 등급과 희귀도, 플레이어의 등급에 따라 용량의 차이가 나며, 때로는 그 차이가 큰 경우가 있다.
퍼스널 실드는 다음과 같이 총 11종류가 있다. 모든 실드는 종류에 따라 다르지만, 용량은 최대 309까지이다. 재생성 속성이 있을 경우 재생성 비율이 최대 6배 증가한다.
1. 일반 퍼스널 실드(Personal Shield)
2. 퍼스널 코베리언트 실드(Personal Covariant Shield)
3. 퍼스널 에너지 할리스 실드(Personal Energy Harness Shield)
4. 퍼스널 모빌리티 실드(Personal Mobility Shield)
5. 퍼스널 리펄션 실드(Personal Repulsion Shield)
6. 페이즈 시프티드 퍼스널 실드(Phase Shifted Personal Shield)
7. 멀티 스파티얼 퍼스널 실드(Multi-Spatial Personal Shield)
8. 젬하다 퍼스널 실드(Jem'Hadar Personal Shield)
9. M.A.C.O. 퍼스널 실드(M.A.C.O. Personal Shield)
10. 오메가 포스 퍼스널 실드(Omega Force Personal Shield)
11. 호너 가드 퍼스널 실드(Honor Guard Personal Shield)

### 우주 모드
우주 모드에서는 빔 어레이, 듀얼 빔 뱅크, 터렛, 캐논, 듀얼 캐논, 듀얼 헤비 캐논, 쿼드 캐논, 어뢰 발사대, 지뢰 발사대 등의 무기가 있다. 각각의 무기마다 발사 가능한 최대 범위가 다르며 빔 어레이는 250도, 듀얼 빔 뱅크와 어뢰는 90도, 터렛은 360도, 캐논은 180도, 지뢰는 조준각이 없으며(자유롭게 발사 가능), 나머지는 45도의 범위를 가지고 있다.
에너지 무기는 다음과 같은 10여 종류가 있다.
1. 페이저(Phaser), 디스럽터(Disruptor), 플라즈마(Plasma), 테트리온(Tetryon), 폴라론(Polaron), 안티프로톤(Antiproton)
2. 폴러라이즈드 테트리온(Polarized Tetryon), 플라즈마-디스럽터 하이브리드(Plasma-Disruptor Hybrid), 스파이럴 웨이브 디스럽터(Spiral Wave Disruptor), 페이즈드 폴라론(Phased Polaron)

프로젝타일 무기(어뢰(토르피도))는 다음과 같은 9종류가 있다. 재장전 시간은 포톤이 6.5초, 퀀텀과 플라즈마가 8.5초, 크로니톤과 트랜스페이직과 크로니톤 플럭스, 레이피드 트랜스페이직이 10.5초, 트리코발트가 60초이다.
1. 포톤(Photon), 퀀텀(Quantum), 플라즈마(Plasma), 크로니톤(Chroniton), 트랜스페이직(Transphasic), 트리코발트(Tricobalt), 레이피드 트랜스페이직(Rapid Transphasic), 크로니톤 플럭스(Chroniton Flux), 레이피드 파이어 미사일(Rapid Fire Missile)

디플렉터의 종류는 다음과 같은 크게 5종류의 디플렉터로 나뉜다.
| 이름                     | 영어명                   | 효과                                                                   | 가격       |
| ------------------------ | ------------------------ | ---------------------------------------------------------------------- | ---------- |
| 일반 디플렉터 어레이     | Deflector Array          | +X Starship Sensor +X Starship Deflector +X Starship Emitter           | ~110,000EC |
| 중력자 디플렉터 어레이   | Graviton Deflector Array | +X Graviton Generator +X Subspace Decomplier +X Countermeasure Systems | ~110,000EC |
| 양전자 디플렉터 어레이   | Positron Deflector Array | +X Shield Emitters +X Structural Integrity +X Shield System            | ~110,000EC |
| 타키온 디플렉터 어레이   | Tachyon Deflector Array  | +X Flow Capacitors +X Stealth +X Particle Generators                   | ~110,000EC |
| 뉴트리노 디플렉터 어레이 | Neutrino Deflector Array | +X Starship Sensors +X Inertial Dampers +X Power Insulators            | ~110,000EC |

실드 역시 다음과 같은 크게 5종류의 실드로 나뉜다. 6번째와 7번째 실드는 이 표 아래의 '스페이스 세트'에 해당되지 않는 실드이다. 다만, 리먼 프로토타입 실드는 2012년 4월 24일 패치 이후 스페이스 세트에 해당될 예정이다.
| 이름                              | 영어명                             | 최대용량 (Mk XII) | 6초당 재생성량 (Mk XII) | 최대용량 차이 | 재생성량 차이 | 가격       |
| --------------------------------- | ---------------------------------- | ----------------- | ----------------------- | ------------- | ------------- | ---------- |
| 일반 실드 어레이                  | Shield Array                       | 5,250             | 195                     | 기준          | 기준          | ~110,000EC |
| 코베리언트 실드 어레이            | Covariant Shield Array             | 5,775             | 145                     | +10%          | -25%          | ~110,000EC |
| 리제너레이티브 실드 어레이        | Regenerative Shield Array          | 4,725             | 236                     | -10%          | +25%          | ~110,000EC |
| 리실리언트 실드 어레이            | Resilient Shield Array             | 4,988             | 165                     | -5%           | -5%           | ~110,000EC |
| 패러트리닉 실드 어레이            | Paratrinic Shield Array            | 7,117             | 83                      | +43%          | -50%          | ~83,000EC  |
| 누미리 리제너레이티브 실드 어레이 | Numiri Regenerative Shield Array   | 3,925             | 290                     | 해당없음      | 해당없음      | ~83,000EC  |
| 리먼 프로토타입 실드 어레이       | Reman Prot. Covariant Shield Array | 6,356             | 120                     | 해당없음      | 해당없음      | ~83,000EC  |

임펄스 엔진은 섹터 우주에서는 워프 속도, 보통의 우주에서는 아광속으로 운행하는 데 필요하다. 크게 3종류로 나뉜다.
| 이름               | 영어명                 | 항해속도   | 회전율 | 최고임펄스속도 |
| ------------------ | ---------------------- | ---------- | ------ | -------------- |
| 임펄스 엔진        | Impulse Engines        | +12(+11.6) | +X     | +79            |
| 컴뱃 임펄스 엔진   | Combat Impulse Engines | +12(+11.6) | +X     | +79            |
| 하이퍼 임펄스 엔진 | Hyper Impulse Engines  | +12(+11.6) | +X     | +79(+101)      |

#### 셋
한편, 적절하게 실드, 임펄스 엔진, 디플렉터를 탑재하면 그 '세트'에 해당하는 스킬이 발현되는 경우도 있다. 이를 가리켜 '셋'(Space Set)이라 하는데, 9종류가 있다.
1. 아이기스 테크놀로지 리서치(Aegis Technological Research)
  1. 아이기스 기술은 언딘(Undine)의 지식을 바탕으로 하여 만들어졌다.
  2. 아이기스 그래비톤 디플렉터 어레이(Aegis Graviton Deflector Array)
  3. 아이기스 하이퍼 임펄스 엔진(Aegis Hyper Impulse Engines)
  4. 아이기스 코베리언트 실드 어레이(Aegis Covaraint Shield Array)
2. 어시밀레이티드 보그 테크놀로지(Assimilated Borg Technology)
  1. 어시밀레이티드 보그 기술은 말 그대로 보그의 기술을 바탕으로 만들어졌다.
  2. 어시밀레이티드 모듈(Assimilated Module)
  3. 어시밀레이티드 서브트랜스워프 엔진(Assimilated Subtranswarp Engines)
  4. 어시밀레이티드 디플렉터 어레이(Assimilated Deflector Array)
  5. 어시밀레이티드 리제너레이티브 실드 어레이(Assimilated Regenerative Shield Array)
3. 브린 앱솔루트 제로(Breen Absolute Zero)
  1. 폴러라이즈드 패러볼릭 디플렉터(Polarized Parabolic Deflector)
  2. 슈퍼쿨드 컴뱃 임펄스 엔진(Supercooled Combat Impulse Engines)
  3. 다이일렉트릭 오스실레이션 리실리언트 실드(Dielectric Oscilation Resilient Shields)
  4. 브린 트랜스페이직 클러스터 토르피도(Breen Transphasic Cluster Torpedo)(스페이스 세트와는 전혀 상관이 없는 아이템이다.)
4. 젬하다(Jem'Hadar)
  1. 젬하다 디플렉터 어레이(Jem'Hadar Deflector Dish)
  2. 젬하다 컴뱃 임펄스 엔진(Jem'Hadar Combat Impulse Engines)
  3. 젬하다 리실리언트 실드 어레이(Jem'Hadar Resilient Shield Array)
5. M.A.C.O. (스타 트렉 온라인 사용자들 간에는 줄여서 '마코'라고 부른다.)
  1. M.A.C.O. 그래비톤 디플렉터 어레이(M.A.C.O. Gravtion Deflector Array)
  2. M.A.C.O. 컴뱃 임펄스 엔진(M.A.C.O. Combat Impulse Engines)
  3. M.A.C.O. 리실리언트 실드 어레이(M.A.C.O. Resilient Shield Array)
6. 오메가 포스(Omega Force; 정식 명칭 S.O.T.O.)
  1. 오메가 포스 타키온 디플렉터 어레이(Omega Force Tachyon Deflector Array)
  2. 오메가 포스 하이퍼 임펄스 엔진(Omega Force Hyper Impulse Engines)
  3. 오메가 포스 실드 어레이(Omega Force Shield Array)
7. 아너 가드(Honor Guard; KDF 전용)
  1. 아너 가드 포지트론 디플렉터 어레이(Honor Guard Positron Deflector Array)
  2. 아너 가드 임펄스 엔진(Honor Guard Impulse Engines)
  3. 아너 가드 코베리언트 실드 어레이(Honor Guard Covariant Shield Array)
8. 리먼 프로토타입(Reman Prototype)
  1. 리먼 프로토타입 디플렉터 어레이(Reman Prototype Deflector Array)
  2. 리먼 프로토타입 임펄스 엔진(Reman Prototype Impulse Engines)
  3. 리먼 프로토타입 코베리언트 실드 어레이(Reman Prototype Covariant Shield Array)
9. 페렝기 드코라 마라우더(Ferengi D'Kora Marauder)
  1. 레이피드 파이어 미사일 런처(Rapid Fire Missile Launcher)
  2. 컨센트레이티드 타키온 마인 런처(Concentrated Tachyon Mine Launcher)
  3. 제62조 다목적 전투 콘솔(Console - Rule 62 Multipurpose Combat Console)

특히 각각의 실드 부분을 살펴보면 다음 표와 같다. 다음 표에 나오는 실드 중 과반수는 STF(Special Task Force) 미션을 통해 얻은 아이템을 다시 구입 가능한 아이템으로 바꾸어야만 구입할 수 있다. 단, 모든 아이기스 세트 아이템은 '크래프팅(Crafting; 게임 중에 얻은 데이터 샘플과 입자 흔적 등등으로 새로운 아이템을 만들어 내는 기능으로 현재 556개 무기/실드/디플렉터/엔진 등등을 이 과정을 통해 만들어낼 수 있다)'을 통해, 브린 앱솔루트 제로와 젬하다는 미션을 통해 얻을 수 있다.
| 이름                                             | 영어명                                        | 최대용량 (Mk XI-XII) | 6초당 재 생성량 | 가격      |
| ------------------------------------------------ | --------------------------------------------- | -------------------- | --------------- | --------- |
| 아이기스 코베리언트 실드 어레이                  | Aegis Covariant Shield Array                  | 6,930                | 131             | 180,000EC |
| 어시밀레이티드 리제너레이티브 실드 어레이        | Assimilated Regenerative Shield Array         | 6,038                | 314             | 200,000EC |
| 다이일렉트릭 오스실레이션 리실리언트 실드 어레이 | Dielectric Oscillation Resilient Shield Array | 5,845                | 169             | 200,000EC |
| 젬하다 리질리언트 실드 어레이                    | Jem'Hadar Resilient Shield Array              | 4,874                | 156             | 200,000EC |
| M.A.C.O. 리질리언트 실드 어레이                  | M.A.C.O. Resilient Shield Array               | 7,777                | 200             | 110,000EC |
| 오메가 포스 실드 어레이                          | Omega Force Shield Array                      | 7,367                | 289             | 110,000EC |
| 아너 가드 코베리언트 실드 어레이                 | Honor Guard Covariant Shield Array            | 8,432                | 151             | 110,000EC |
| 리먼 프로토타입 코베리언트 실드 어레이           | Reman Prototype Covariant Shield Array        | 6,356                | 120             | 83,000EC  |

## 스타 트렉 온라인에서의 우주관
이 게임에서는 우리 은하 중 1/2의 영역이 전체 13개 구역으로 나뉘어 있다.
1. 행성 연방(United Federation of Planets) : 2161년 성립된 연방체로 인간(Human), 벌컨(Vulcan), 안도리안(Andorian), 텔러라이트(Tellarite) 종족이 연합하여 성립된 것이 최초이다. 2185년에는 워프 7, 2245년에는 워프 9의 속도 항해 기술을 개발해 내었고, 2363년 워프 9.6, 2371년 워프 9.975의 기술을 개발하였다. 2375년에 최초로 워프 20의 속도 항해 기술을 개발해 낸다. 2399년에는 키토머 조약이 깨지면서 클로킹 디바이스를 탑재할 수 있게 되었다. 이미 클로킹 디바이스 기술은 2368년경 개발한다. 주 무기는 페이저이다.
2. 클링온 제국(Klingon Empire) : 9세기경 성립된 제국으로 독자적인 기술과 함께 클로킹 디바이스 기술을 가지고 있다. 이들은 명예를 중요시한다. 주 무기는 디스럽터이다. 고온(Gorn Hegemony), 오리온(Orion Syndicate), 노시컨(Nausicaan) 종족은 클링온 제국에 소속되어 있다.
3. 로뮬런 우주 제국(Romulan Star Empire) : 5세기경 성립된 제국으로, 벌컨에서 떨어져 나온 분파가 성립하였다. 클링온 제국과는 별개로 독자적으로 클로킹 디바이스 기술을 개발하였으며, 주 무기는 디스럽터이다. 2387년 초신성으로 인해 불안정해졌으나 2394년 재건하여 다시 성장한다.
4. 로뮬런 공화국(Romulan Republic) : 2387년 초신성 폭발 이후 생존한 로뮬런들 중 일부에 의해 D'Tan의 주도로 수립된 나라이다. 수도는 뉴 로뮬러스(New Romulus)이다. 아직 불안정하기 때문에 연방 및 클링온으로부터 지원을 받는 중이다.
5. 카대시안 연맹(Cardassian Union) : 10세기경 성립되었고, 워프 7의 기술을 가지고 있다. 주 무기는 나선형 파동 디스럽터이다.
6. 보그 집합체(Borg Collective) : 15세기경 처음 등장하였고, 트랜스워프 기술을 가지고 있는 유일한 종족이다. 이들은 동화라는 과정을 통해 성장해 나간다. 2378년 트랜스워프 중추 1개가 파괴되면서 세력이 크게 위축되었으나 2409년 떠돌이 보그가 일부를 무력 침략하여 점령한다. 주 무기는 플라즈마 빔이다.
7. 도미니언(Dominion) : 젬하다와 보타, 체인질링(Jem'Hadar, Vorta, and Changeling)으로 이루어진 연맹이다. 주 무기는 폴라론 빔이다. 총연방에 호의적인 도미니언으로는 DS9 드라마 시리즈에 등장하는 오도 이탈(그냥 오도라 부른다. Odo Ithal; 카대시안 어로 '아무것도 아님'이란 뜻.)가 있다.
8. 브린(Breen Confederacy) : 오렐리우스 섹터 블록 중 70%를 차지하고 있다. 이들은 트랜스페이직 클러스터 어뢰 기술을 가지고 있다. 또한 지상에서는 CRM 114(2374), CRM 200(2409) 무기를 개발하였다.
9. 언딘(Undine) : 이들은 다른 종족에 대해 매우 배척하며, 보그에 대항할 수 있었던 종족이었으나 보그가 USS 보이저로부터 퇴치 기술을 전수받은 이후 세력이 크게 위축된다.
10. 히로전(Hirogen) : 이들은 현재 로뮬런 제국에 협력하고 있다. 주 무기는 테트리온 빔이다. 테트리온 빔은 총연방의 일원 중 하나인 카이티안도 사용하고 있다.
11. 데페리(Deferi) : 오렐리우스 섹터 블록 중 30%를 차지하고 있다. 자체 기술을 가지고 있으나 무기는 매우 미약한 편이며 일부는 연방에 의존한다.
12. 쏠리언(Tholian) : 2409년, 연방이 버려진 쏠리언 함선 1척을 노획하여 쏠리언과 갈등이 생겼다. 주 무기는 테트리온 빔 및 세르미오닉 토피도(Thermionic Torpedo; 열이온 어뢰.)이다. 전투 시 때때로 적의 주위를 그물로 둘러싸기도 한다. 생존 환경이 다른 종족과 매우 달라서, 주변 온도가 섭씨 107도 이하가 되면 사망한다.
13. 트루 웨이(True Way) : 카대시안 연맹이 민주주의 체제로 돌아서자 이에 반대하여 일어난 카대시안 및 일부 도미니언들이 설립한 단체이다.
14. 지구 제국(Terran Empire) : 거울 우주(Mirror Universe)에서 연방의 짝. 연방과 달리 제국이며, 거의 모든 함선에 은폐 장치가 탑재되어 있는 점이 특징이다. 주 무기는 페이저이다.
15. 데비디언(Devidian) : 외형이 없는 종족으로, 별도의 함선도 없다. <스타 트렉: 넥스트 제너레이션>에서 처음 나오며, 이들은 시간을 자유자재로 넘나들 수 있다.
16. 아이코니안(Iconian) : 20만 년 전, 그들의 모행성이 급격히 사막화되면서 멸망한 문명의 주 종족. 아직도 정체 불명이다. 아이코니안들은 멸망 전에, 시공간 여행이 가능한 엄청난 수의 게이트웨이를 우리 은하 전역에 건설했는데, 그 수는 무려 7,255개에 달한다. 2409년에는 우연히 안드로메다 은하의 아이코니안 게이트웨이가 활성화되었다고 밝혀졌다.
17. 솔라네(Solanae) : 솔라노겐(Solanogen)을 기반으로 하는 생명체로, 아공간에서 살고 있다. 이들은 아공간을 통해 다른 종족의 생명체 중 일부를 포획하여 생체 실험을 하기도 한다. <스타 트렉: 넥스트 제너레이션>에 처음 나온다. 외형은 대체로 인간형이며, 얼굴에는 가면을 쓰고 있고, 얼굴을 제외한 모두를 가리는 옷을 입고 있다.

### 완전한 행성 연방의 영역
1. 시리우스 메이저 섹터 (Sirius Sector Block) : 지구 우주기지, 제24우주기지, 벌컨, 안도리아 등이 위치해 있다.
2. 레굴루스 메이저 섹터 (Regulus Sector Block) : 제114우주기지, 아르겔리우스 6, 레굴루스 4 등이 위치해 있다.
3. 큰개자리 파이 메이저 섹터 (Pi Canis Sector Block)

#### 행성 연방과 다른 종족 간의 공동 영역
1. 에리다누스자리 에타 메이저 섹터 (Eta Eridani Sector Block) : 클링온 제국과의 공동 영역이다. 딥 스페이스 K-7 기지, 제157우주기지, 드로자나 기지가 위치해 있다.
2. 큰곰자리 베타 메이저 섹터 (Beta Ursae Sector Block) : 카대시안 연맹과의 공동 영역이다. 베이조 웜홀, 딥 스페이스 나인이 위치해 있다.
3. 알파 센타우리 메이저 섹터 (Alpha Centauri Sector Block) : 로뮬런 제국과의 공동 영역이다. 메모리 알파, 제39-시에라 우주기지가 위치해 있다.
4. 공작자리 이오타 메이저 섹터 (Iota Pavonis Sector Block) : 로뮬런 제국과의 공동 영역이다. 래터 3이 위치해 있다.
5. 돛자리 프시 메이저 섹터 (Psi Velorum Sector Block) : 로뮬런 제국과의 공동 영역이다. 볼트 기지가 위치해 있다.
6. 타우 데와 메이저 섹터 (Tau Dewa Sector Block) : 로뮬런 공화국과의 공동 영역이다. 뉴 로뮬러스, 애저 성운 및 솔라네 다이슨 스피어 게이트웨이가 위치해 있다.

### 데페리와 브린의 공동 영역
1. 오렐리우스 메이저 섹터 (Orelius Sector Block) : 제3데페리 전초 기지가 있다. 전체 영역의 70%는 브린이, 30%는 데페리가 점유하고 있다. 데페리는 연방의 영향을 더 많이 받으므로 연방 영역에 좀 더 가깝다.

### 완전한 클링온 제국의 영역
1. 사자자리 오메가 메이저 섹터 (Omega Leonis Sector Block) : 모행성 크로노스(Qo'noS)가 위치해 있다.

### 완전한 카대시안 연맹의 영역
1. 안드로메다자리 제타 메이저 섹터 (Zeta Andromedae Sector Block) : 오라이어스 3이 위치해 있다.
2. 삼각형자리 알파 메이저 섹터 (Alpha Trianguli Sector Block) : 엠폭 노어(Empok Nor) 기지가 위치해 있다.

### 보그가 침략하여 점령한 영역
1. 벨라트릭스 메이저 섹터 (Gamma Orionis Sector Block) : 배틀 그룹 오메가, NGC 2447/4447, 베가 9가 위치해 있다.
2. 펠리아 구역 (Pelia Sector) : 언딘의 영역이다.

## 우주선
각각의 레벨에 따라 구입 또는 얻을 수 있는 우주선의 종류는 더 많아진다. 다음은 우주선 목록이다. Boff 슬롯 표시에서 E는 소위(Ensign), L은 대위(Lieutenant), LC는 소령(Lieutenant Commander), C는 중령(Commander), U는 유니버설(Universal; 다목적)을 뜻한다. 또, 전방 무기 수(숫자로 표시기되어 있음) 뒤의 *표시는 캐논(Cannon) 계열 에너지 무기를 탑재할 수 있음을 뜻한다.

### 연방

#### 순양함
순양함(Cruiser)은 공학 장교(Engineering Officer) 직업을 선택한 플레이어에게 적합하다. 그러나 다른 직업을 선택한 플레이어에게도 인기가 있는데 이것은 보통에 비해 더 높은 선체 수치를 제공해 주기 때문이다.
1. 경순양함 : 미란다, 센타우르, 시카르, TOS 컨스티튜션
2. 순양함 : 엑스칼리버, 베스퍼, 컨스티튜션, 엑세터
  1. 순양함 레트로핏 : 엑스칼리버, 베스퍼, 컨스티튜션, 엑세터
3. 중순양함 : 샤이엔, 다코타, 스타게이저
4. 고급중순양함 : 엑셀시어
  1. 고급중순양함 레트로핏 : 엑셀시어, 엑셀시어(리핏)
5. 탐사순양함 : 갤럭시, 셀레스티얼, 엔부이, 벤처
  1. 탐사순양함 리핏 : 벤처, 갤럭시, 셀레스티얼, 엔부이
  2. 탐사순양함 레트로핏 : 갤럭시, 모나크, 벤처
6. 항성순양함 : 어밴저, 뱅가드, 에미서리, 노매드(160 CP)
7. 전투순양함 : 소버린, 마제스틱, 노블, 임페리얼(440 CP)
8. 드레드노트 순양함 : 갤럭시 엑스, 벤처 엑스
9. 오디세이 항성순양함(2주년 기념 이벤트 리워드): 오디세이
  1. 오디세이 오퍼레이션 순양함 : 오디세이(셰브론 분리 기능)
  2. 오디세이 사이언스 순양함 : 오디세이(워크 비(Work Bee) 4대 발사 기능)
  3. 오디세이 택티컬 순양함 : 오디세이(아쿠아리우스 급 에스코트함 발사 기능)

| 등급                       | 체력   | 실드  | 전방 무기 | 후방 무기 | 승무원수 | Boff슬롯           | 가격 (다이리튬) |
| -------------------------- | ------ | ----- | --------- | --------- | -------- | ------------------ | --------------- |
| 경순양함                   | 10,000 | 2,500 | 2         | 1         | 200      | 3(E3)              | 무료            |
| TOS 컨스티튜션             | 12,000 | 2,500 | 2         | 1         | 200      | 3(E3)              | 400CP           |
| 순양함                     | 19,500 | 3,100 | 2         | 2         | 400      | 4(E3,L1)           | 15,000개        |
| 순양함 리핏                | 19,500 | 3,100 | 2         | 2         | 400      | 4(E2,L2)           | 600CP           |
| 중순양함                   | 26,000 | 3,725 | 3         | 3         | 500      | 4(E1,L2,LC1)       | 40,000개        |
| 발전형 중순양함            | 26,000 | 3,725 | 3         | 3         | 750      | 4(E1,L2,LC1)       | 800CP           |
| 탐사순양함                 | 32,500 | 4,225 | 4         | 3         | 1,000    | 4(L3,C1)           | 80,000개        |
| 탐사순양함 리핏            | 32,500 | 4,225 | 4         | 3         | 1,000    | 5(E1,L3,C1)        | 1,600CP         |
| 항성순양함                 | 39,000 | 4,975 | 4         | 4         | 1,000    | 5(E1,L2,LC1,C1)    | 120,000개       |
| 전투순양함                 | 39,000 | 4,975 | 4         | 4         | 800      | 5(E1,L2,LC1,C1)    | 120,000개       |
| 발전형 중순양함 레트로핏   | 39,000 | 5,225 | 4         | 4         | 750      | 5(E1,L2,LC1,C1)    | 1,600CP         |
| 탐사순양함 레트로핏        | 42,000 | 5,225 | 4         | 4         | 1,000    | 5(E1,L2,LC1,C1)    | 2,000CP         |
| 드레드노트 순양함          | 39,000 | 4,975 | 4*        | 4         | 1,000    | 5(E1,L2,LC1,C1)    | 2,000CP         |
| 오디세이 오퍼레이션 순양함 | 42,000 | 6,008 | 4         | 4         | 2,500    | 5(E1,L2,LC1,C1/U2) | 2,000CP         |
| 오디세이 사이언스 순양함   | 42,000 | 6,008 | 4         | 4         | 2,500    | 5(E1,L2,LC1,C1/U2) | 2,000CP         |
| 오디세이 택티컬 순양함     | 42,000 | 6,008 | 4         | 4         | 2,500    | 5(E1,L2,LC1,C1/U2) | 2,000CP         |
| 카대시안 갈로어 급 순양함  | 34,500 | 4,975 | 4         | 4         | 700      | 5(E1,L2,LC1,C1/U1) | 리워드          |
| 페렝기 드코라 마라우더     | 36,000 | 4,975 | 4*        | 4         | 450      | 5(E1,L2,LC1,C1)    | 리워드          |

##### 오디세이급 기함
오디세이급 기함은 2409년 시험 준공/기동되어 이후 본격적으로 실전배치되는데, 3가지 다른 기능을 가진 오디세이가 있다.
1. 오디세이 오퍼레이션 순양함(Odyssey Operation Cruiser) : 갤럭시 급의 원반 분리 기능처럼, 오디세이에 셰브론 분리 기능이 추가되었다. 셰브론 분리 기능을 실행하면 원반이 분리되며 이 원반은 원래 체력의 85%를 가지게 된다. 원반부의 무기는 페이저 3기와 실드이다.
2. 오디세이 사이언스 순양함(Odyssey Science Cruiser) : 복구 기능을 가진 일종의 드론(Drone)인 워크 비(Work Bee) 4대를 발사하여 플레이어와 팀(있을 때)의 체력을 회복시킨다. STF(Special Task Force) 미션에서 가장 오랫동안 버틸 수 있다고 하며 효율은 Engineering Team 스킬의 50%라고 한다.
3. 오디세이 택티컬 순양함(Odyssey Tactical Cruiser) : 다른 오디세이와 달리 아쿠아리우스 급 에스코트함을 별도로 발사할 수 있다. 아쿠아리우스 급은 디파이언트 급과 비슷하게 펄스 페이저 4문, 페이저 터렛 1문, 포인트 디펜스 시스템, 양자 어뢰 1문을 탑재하고 있다. 오디세이 택티컬 순양함이 전투 모드시 발사하면 아쿠아리우스 급이 보조하여 오디세이가 조준하는 적을 향해 무기를 발사한다. 파괴시 다시 복귀하여 5분의 쿨다운 타임(Cooldown Time)을 가진 뒤 다시 발사할 수 있다.

#### 호위함
호위함은 전술 장교(Tactical Officer) 직업을 선택한 플레이어에게 적합하다. 다른 우주선에 비해 상대적으로 더 많은 종류의 전술 스킬을 사용할 수 있다. 그러나 순양함에 비해 다소 기본 선체 수치가 낮다. 다만 발전형 호위함의 경우 과학 장교(Science Officer) 직업을 선택한 플레이어에게 좋은 선택이 될 수 있다.
1. 경호위함 : NX
2. 호위함 : 사비어, 레이피어, 유샨, 글라디우스
  1. 호위함 리핏 : 사비어, 레이피어, 유샨, 글라디우스
3. 중호위함 : 아키라, 오슬로, 제피르
  1. 중호위함 리핏 : 아키라, 오슬로, 제피르, 선더차일드
4. 전술호위함 : 디파이언트, 비질런트, 갈런트
  1. 전술호위함 리핏 : 상파울로, 디파이언트, 비질런트, 갈런트
  2. 전술호위함 레트로핏 : 상파울로, 디파이언트, 비질런트, 갈런트
5. 함대호위함 : 데르비시, 그리폰, 헤르메스, 마에스트롬
6. 발전형 호위함 : 세르비우스, 피닉스, 프로메테우스, 헤파이스토스(440 CP)
7. 다중방향호위함 : 세르비우스, 피닉스, 프로메테우스, 헤파이스토스

| 등급                | 체력   | 실드  | 전방 무기 | 후방 무기 | 승무원수 | Boff슬롯           | 가격 (다이리튬) |
| ------------------- | ------ | ----- | --------- | --------- | -------- | ------------------ | --------------- |
| NX급 경호위함       | 10,000 | 2,250 | 2         | 1         | 85       | 3(E3)              | 400CP           |
| 호위함              | 15,000 | 2,790 | 3*        | 1         | 50       | 4(E3,L1)           | 15,000개        |
| 호위함 리핏         | 15,000 | 2,790 | 3*        | 1         | 50       | 4(E2,L2)           | 600CP           |
| 중호위함            | 20,000 | 3,353 | 3*        | 2         | 100      | 4(E1,L2,LC1)       | 40,000개        |
| 중호위함 리핏       | 20,000 | 3,353 | 3*        | 2         | 100      | 4(E1,L2,LC1)       | 800CP           |
| 전술호위함          | 25,000 | 3,915 | 4*        | 2         | 50       | 4(L3,C1)           | 80,000개        |
| 전술호위함 리핏     | 25,000 | 3,915 | 4*        | 2         | 50       | 5(E1,L3,C1)        | 1,600CP         |
| 함대호위함          | 30,000 | 4,478 | 4*        | 3         | 200      | 5(E1,L2,LC1,C1)    | 120,000개       |
| 발전형 호위함       | 30,000 | 4,478 | 4*        | 3         | 150      | 5(E1,L2,LC1,C1)    | 120,000개       |
| 전술호위함 레트로핏 | 30,000 | 4,702 | 4*        | 3         | 50       | 5(E1,L2,LC1,C1)    | 2,000CP         |
| 다중방향호위함      | 30,000 | 4,702 | 4*        | 3         | 150      | 5(E1,L2,LC1,C1)    | 2,000CP         |
| 젬하다 공격함       | 33,000 | 4,702 | 4*        | 3         | 50       | 5(E1,L2,LC1,C1/U2) | 리워드          |

#### 탐사함
탐사함은 과학 장교(Science Officer) 직업을 선택한 플레이어에게 적합하다. 순양함과 호위함에 비해 기본 선체 수치가 낮다는 단점이 있지만(예를 들어, 갤럭시 급은 32500이지만 인트레피드 급은 22500이다.) 우주선을 보호하는 실드는 다른 우주선에 비해 수치가 매우 높다. 특히 디카이르 급 탐사함은 실드 수치가 6700에 달하여 매우 인기 있는 함선 중 하나이다. 또한 탐사함은 경우에 따라 최대 실드 수치를 17000까지 높일 수 있어 방어 능력에 매우 뛰어나다. 적의 엔진/보조전력/무기/실드 시스템을 조준하는 스킬이 기본적으로 제공된다. 최근에는 '카이티안 아트록스 캐리어'(Caitian Atrox Carrier)라는 연방의 첫 캐리어가 추가되었고, 이것은 선체 수치가 40500에 달한다.
1. 경탐사함 : 오베르트
2. 탐사함 : 노바, 오로라, 퀘이사
  1. 탐사함 리핏 : 노바, 오로라, 퀘이사
3. 연구탐사함 : 올림픽, 호프, 호라이즌
4. 발전형 연구탐사함 : 니뷸러
  1. 발전형 연구탐사함 레트로핏 : 니뷸러, 마젤란
5. 장거리탐사함 : 인트레피드, 코크란, 디스커버리
  1. 장거리탐사함 리핏 : 벨레로폰, 인트레피드, 코크란, 디스커버리
  2. 장거리탐사함 레트로핏 : 인트레피드, 코크란, 디스커버리
6. 정찰탐사함 : 루나, 폴라리스, 솔, 커밋(440 CP)
7. 심우주탐사함 : 데스티니, 오라클, 트라이던트, 님부스(440 CP)
8. 디카이르 탐사함 : 디카이르
9. 카이티안 아트록스 캐리어 : 아트록스

| 등급                       | 체력   | 실드  | 전방 무기 | 후방 무기 | 승무원수 | Boff슬롯           | 가격 (다이리튬) |
| -------------------------- | ------ | ----- | --------- | --------- | -------- | ------------------ | --------------- |
| 경탐사함                   | 10,000 | 3,000 | 2         | 1         | 80       | 3(E3)              | 400CP           |
| 탐사함                     | 13,500 | 4,030 | 2         | 2         | 100      | 4(E3,L1)           | 15,000개        |
| 탐사함 리핏                | 13,500 | 4,030 | 2         | 2         | 100      | 4(E2,L2)           | 600CP           |
| 연구탐사함                 | 18,000 | 4,843 | 3         | 2         | 400      | 4(E1,L2,LC1)       | 40,000개        |
| 발전형 연구탐사함          | 21,000 | 4,842 | 3         | 2         | 750      | 4(E1,L2,LC1/U1)    | 800CP           |
| 장거리탐사함               | 22,500 | 5,655 | 3         | 3         | 200      | 4(L3,C1)           | 80,000개        |
| 장거리탐사함 리핏          | 22,500 | 5,655 | 3         | 3         | 200      | 5(E1,L3,C1)        | 1,600CP         |
| 정찰탐사함                 | 27,000 | 6,468 | 3         | 3         | 350      | 5(E1,L2,LC1,C1)    | 120,000개       |
| 심우주탐사함               | 28,500 | 6,468 | 3         | 3         | 500      | 5(E1,L2,LC1,C1)    | 120,000개       |
| 발전형 연구탐사함 레트로핏 | 31,500 | 6,792 | 3         | 3         | 750      | 5(E1,L2,LC1,C1/U1) | 1,600CP         |
| 디카이르급 탐사함          | 30,000 | 6,792 | 3         | 3         | 300      | 5(E1,L2,LC1,C1)    | 1,600CP         |
| 장거리탐사함 레트로핏      | 27,000 | 6,793 | 3         | 3         | 200      | 5(E1,L2,LC1,C1)    | 2,000CP         |
| 카이티안 아트록스 캐리어   | 40,500 | 7,300 | 3         | 3         | 3,000    | 4(L1,LC2,C1)       | 2,000CP         |

#### 이후 새로 추가될 연방 함선
1. 페렝기 드코라 급 마라우다(Ferengi D'Kora Marauder): 현재 매우 낮은 확률로 페렝기 록박스나 골드 페렝기 록박스를 마스터 키(Master Key; 가격은 개당 100CP)를 이용하여 열면 얻을 수 있다.
2. 주피터 급 드레드노트(Jupiter Class Dreadnought)
3. 태풍 급 전함(Typhoon Class Battleship)
4. 쿠마리 급 호위함(Kumari Class Escort)
5. 아키라 급 중호위함 레트로핏(Akira Class Escort Retrofit)
6. 메리안 급 호위함(Merian Class Escort)

### 클링온

#### 버드 오브 프레이
버드 오브 프레이(Bird-of-Prey)는 일종의 폭격 함선인데 Boff슬롯 구성은 전부 유니버설(다목적) 슬롯으로 구성되어 있다. 폭격 목적으로 건조되었기 때문에 체력 수치가 다른 함선에 비해 다소 낮다. 그러나 치고 빠지기(게릴라 작전) 작전에는 매우 효율적이므로 선택을 잘 하는 것이 좋다. 이름이 잘 알려진 버드 오브 프레이급 함선으로는 I.K.S. 로타란(I.K.S. Rotarran; 마탁 장군이 도미니언 전쟁 시기에 기함으로 사용) 등이 있다.
| 등급                         | 체력   | 실드  | 전방 무기 | 후방 무기 | 승무원수 | Boff슬롯        | 가격 (다이리튬) |
| ---------------------------- | ------ | ----- | --------- | --------- | -------- | --------------- | --------------- |
| 쿨둔                         | 12,000 | 2,480 | 3*        | 1         | 50       | 3(E2,L1/U3)     | 15,000개        |
| 노그                         | 16,000 | 2,980 | 3*        | 2         | 75       | 4(E2,L1,LC1/U4) | 40,000개        |
| 노그 버드 오브 프레이 리핏   | 16,000 | 2,980 | 3*        | 2         | 75       | 4(E1,L2,LC1/U4) | 800CP           |
| 키탱                         | 20,000 | 3,480 | 3*        | 2         | 75       | 4(E1,L2,C1/U4)  | 80,000개        |
| 키탱 버드 오브 프레이 리핏   | 20,000 | 3,480 | 3*        | 2         | 75       | 4(L3,C1/U4)     | 1,200CP         |
| 헤그타 헤비 버드 오브 프레이 | 24,000 | 3,980 | 4*        | 2         | 100      | 2(L2,LC1,C1/U4) | 120,000개       |
| 비렐 레트로핏                | 21,000 | 4,180 | 4*        | 2         | 30       | 4(L2,LC1,C1/U4) | 1,600CP         |

#### 랩터
랩터(Raptor)는 스타플릿의 호위함(Escort)과 대응된다. 말하자면 클링온 제국의 호위 함대를 구성하는 함선이라고 보면 된다. 그러나 스타플릿의 호위함과 비교하여 몇 가지 차이점이 있는데, 그 중 하나는 체력 수치가 다소 높다. 알파 공격 작전에 매우 효율적이다.
| 등급           | 체력   | 실드  | 전방 무기 | 후방 무기 | 승무원수 | Boff슬롯        | 가격 (다이리튬) |
| -------------- | ------ | ----- | --------- | --------- | -------- | --------------- | --------------- |
| 솜로           | 16,500 | 2,583 | 3*        | 1         | 100      | 4(E2,L1)        | 15,000개        |
| 코그           | 22,000 | 3,104 | 3*        | 2         | 125      | 4(E1,L2,LC1)    | 40,000개        |
| 코그 랩터 리핏 | 22,000 | 3,104 | 3*        | 2         | 125      | 4(L3,LC1)       | 800CP           |
| 파그           | 27,500 | 3,625 | 4*        | 2         | 150      | 4(L3,C2)        | 80,000개        |
| 파그 랩터 리핏 | 26,000 | 3,725 | 4*        | 2         | 150      | 5(E1,L3,C1)     | 1,200CP         |
| 킨 헤비 랩터   | 33,300 | 4,146 | 4*        | 3         | 200      | 5(E1,L2,LC1,C1) | 120,000개       |

#### 전투순양함
전투순양함은 클링온 함대의 기본 구성 함선이며 이름이 잘 알려진 함선이 매우 많다. 스타플릿의 순양함처럼 공학 장교 직업의 Boff로 슬롯이 구성되었기 때문에, 가장 많이 사용할 수 있는 스킬도 공학 장교 Boff의 스킬이다. 대표적으로 이름이 잘 알려진 함선은 I.K.S. 캥(I.K.S. Kang) 등이 있다.
| 등급                      | 체력   | 실드  | 전방 무기 | 후방 무기 | 승무원수 | Boff슬롯           | 가격 (다이리튬) |
| ------------------------- | ------ | ----- | --------- | --------- | -------- | ------------------ | --------------- |
| 크'탕코                   | 18,000 | 3,100 | 2         | 2         | 400      | 4(E3,L1)           | 15,000개        |
| 크'팅가                   | 24,000 | 3,725 | 4         | 2         | 800      | 4(E1,L2,LC1)       | 40,000개        |
| 코로'팅가급 크'팅가 리핏  | 24,000 | 3,725 | 4         | 2         | 800      | 4(L3,LC1)          | 800CP           |
| 보'차                     | 30,000 | 4,350 | 4         | 3         | 1,500    | 4(L3,C1)           | 80,000개        |
| 보'차 전투순양함 리핏     | 30,000 | 4,350 | 4         | 3         | 1,500    | 5(E1,L3,C1)        | 1,200CP         |
| 네그바                    | 39,000 | 4,975 | 4         | 4         | 2,500    | 5(E1,L2,LC1,C1)    | 120,000개       |
| 보'차 전투순양함 레트로핏 | 36,000 | 4,975 | 4         | 4         | 1,500    | 5(E1,L2,LC1,C1)    | 120,000개       |
| 보르타스쿠 커맨드 순양함  | 43,500 | 6,008 | 4         | 4         | 3,600    | 5(E1,L2,LC1,C1/U2) | 2,000CP         |
| 보르타스쿠 택티컬 순양함  | 43,500 | 6,008 | 4         | 4         | 3,600    | 5(E1,L2,LC1,C1/U2) | 2,000CP         |
| 보르타스쿠 워 순양함      | 43,500 | 6,008 | 4         | 4         | 3,600    | 5(E1,L2,LC1,C1/U2) | 2,000CP         |

#### 기타 클링온 전함
기타 클링온 전함으로 분류된 함선들은 모두 클링온 제국에 소속되어 있는 종족의 함선이다. 예를 들면, 고온, 오리온, 노시컨 등의 종족이 클링온 제국에 소속되어 있다(고온은 2399년 반란을 일으켰다가 2404년 항복하였다). 대부분 과학 장교를 중심으로 Boff 슬롯이 구성되어 있다. 대부분의 이 분류의 함선들은 스타플릿의 탐사함과 대응된다. 또한 보'쿠브 캐리어를 제외한 나머지 함선들은 CP로 구입해야 한다.

## 세팅 방법

### 지상 모드
지상 모드에서는 보통의 경우에는 무기에 따라 보강 인자가 많은 것, 마크 등급(Mark grade)이 높은 것을 탑재하고, 나머지, 즉 퍼스널 실드나 아머의 경우에도 보강 인자가 많은 것과 마크 등급이 높은 것을 탑재하는 것이 좋다. 플레이어의 경우 다양한 스킬을 사용할 수 있게 하기 위해 키트(Kit)를 탑재하는 것이 좋다. 키트는 해당 플레이어의 직업과 같은 것만 탑재 가능하다.
플레이어의 등급에 따라 탑재 가능한 최대의 마크 등급은 제한되어 있으므로 이 점에 유의한다.
1. 대위 : 마크 II까지 탑재 가능
2. 소령 : 마크 II~마크 IV까지 탑재 가능
3. 중령 : 마크 IV~마크 VI까지 탑재 가능
4. 대령 : 마크 VI~마크 VIII까지 탑재 가능
5. 소장 : 마크 VIII~마크 X까지 탑재 가능
6. 중장 : 마크 X~마크 XII까지 탑재 가능

#### 스페셜 태스크 포스
이 경우는 사정이 다르다. 스페셜 태스크 포스에서의 지상 모드는 다음 장비와 아이템을 반드시 탑재해야 한다.
1. 30개 이상의 대용량 하이포(Large Hypo)
2. 30개 이상의 대용량 실드 충전 장치(Large Shield Charge)
3. CRM 200 x1(권장)
4. 녹백 속성의 무기 x1(스나이퍼 소총 또는 고밀도 빔 소총)
5. 엔지니어링 키트 - 페브리케이션 스페셜리스트 마크 X(Engineering Kit - Fabrication Specialist Mk X) : 엔지니어링 플레이어의 경우
6. 사이언스 키트 - 메딕 마크 X(Science Kit - Medic Mk X) : 사이언스 플레이어의 경우
7. 택티컬 키트 - 파이어 팀 마크 X 또는 택티컬 키트 - 스쿼드 리더 마크 X(Tacitcal Kit - Fire Team Mk X/Squad Leader Mk X) : 택티컬 플레이어의 경우
8. 직접 공격 무기 x1
9. 프리퀀시 리모듈레이터 x1 또는 프랙털 리모듈레이터 x1
10. M.A.C.O. 페이저 전투 소총 마크 X 이상 x1
11. 오메가 포스 안티프로톤 오토카빈 마크 X 이상 x1
12. 호너 가드 펄스웨이브 전투소총 마크 X 이상 x1

### 우주 모드
우주 모드에서도 지상 모드에서와 마찬가지로 보강 인자가 많은 것과 마크 등급이 높은 것을 탑재하는 것을 권장한다. 지상 모드에서와 마찬가지로 플레이어의 등급에 따라 탑재 가능한 최대 마크 등급이 제한되어 있다는 것에 유의한다.

#### 스페셜 태스크 포스
이 경우는 또 다르다. 이 경우에서의 세팅은 함선의 종류에 따라 각기 다르다.

##### 호위함
1. 전방 무기 : 듀얼 헤비 캐논 x3 + 토르피도 x1
2. 후방 무기 : 터렛 x1 + 마인 x1 + 토르피도 x1 또는 터렛 x1 + 마인 x1 + 브린 트랜스페이직 클러스터 토르피도 x1

##### 순양함
1. 전방 무기 : 빔 어레이/듀얼 빔 뱅크 x4 또는 빔 어레이/듀얼 빔 뱅크 x3 + 토르피도 x1
2. 후방 무기 : 빔 어레이/듀얼 빔 뱅크 x3 + 토르피도 x1 또는 마인 x1

##### 탐사함(과학함)
1. 전방 무기 : 빔 어레이/듀얼 빔 뱅크 x2 + 토르피도 x1 또는 토르피도만 x3(변칙 세팅으로 탐사함에 특화되어 있음)
2. 후방 무기 : 빔 어레이/듀얼 빔 뱅크 x2 + 마인 x1 또는 빔 어레이/듀얼 빔 뱅크 x2 + 브린 트랜스페이직 클러스터 토르피도 x1

##### 콘솔
1. 엔지니어링 콘솔 : 선체 수치(이하 체력) 회복, 시스템 동력 레벨 회복 등의 엔지니어링 버프 콘솔을 탑재한다.
  1. 회전각 : Console - Engineering - RCS Modulator
  2. 무기 파워 : Console - Engineering - Plasma Distribution Manifold
  3. 실드 파워 : Console - Engineering - Field Emitter
  4. 데미지 저항 : Console - Engineering - Neutronium Alloy, Console - Engineering - Ablative Hull Armor
2. 사이언스 콘솔 : 실드 용량과 실드 재생성량 또는 승무원 재생율을 올려주는 콘솔을 탑재한다.
  1. 실드 용량 : Console - Science - Field Generator
  2. 실드 재생성량 : Console - Science - Shield Emitter Amplifier
  3. 승무원 재생율 : Console - Science - Biofunctional Monitor
3. 택티컬 콘솔 : 탑재된 해당 무기의 데미지를 올려주는 콘솔을 탑재한다.
  1. 에너지 무기 : Console - Tactical - Directed Energy Distribution Manifold
    1. 페이저 : Console - Tactical - Phaser Relay
    2. 안티프로톤 : Console - Tactical - Antiproton Mag Regulator

  2. 프로젝타일 무기 : Console - Tactical - Warhead Yield Chamber
    1. 퀀텀 토피도 : Console - Tactical - Zero Point Quantum Chamber
    2. 트랜스페이직 토피도 : Console - Tactical - Transphasic Compressor
4. 장비 : 듀테륨 서플러스 x5 이상, 실드 배터리 x20 이상, 무기 배터리 x20 이상 등
5. 유니버설 콘솔 : 아래의 유니버설 콘솔 중 1개 이상을 탑재하면 좋다.
  1. Console - Universal - Point Defense System(포인트 디펜스 시스템)
  2. Console - Universal - Ionized Gas Sensor(이온화 가스 센서)
  3. Console - Universal - Vent Theta Radiation(세타 방사선 방출)
  4. Console - Universal - Nadeon Detonator(나디온 기폭제)
  5. Console - Universal - Work Bees(워크 비)
  6. Console - Universal - Antimatter Spread(반물질 뿌리기)
  7. Console - Universal - Aquarius Escort(아쿠아리우스급 호위함 발진)
  8. Console - Universal - HoH'SuS Bird-of-Prey(호수스급 버드 오브 프레이 발진)

## 평가
| 평가 |        |
| --- | ------ |
| 통합 점수 통합사 점수 메타크리틱 66/100 [ 4 ] 평론 점수 평론사 점수 게임스팟 5.5/10 [ 5 ] IGN 6.8/10 [ 6 ] |        |
| 통합 점수                                                                                                  |        |
| 통합사 | 점수   |
| 메타크리틱                                                                                                 | 66/100 |
| 평론 점수                                                                                                  |        |
| 평론사 | 점수   |
| 게임스팟                                                                                                   | 5.5/10 |
| IGN | 6.8/10 |

## 같이 보기
- 스타 트렉